# کریگ هورنر
کریگ هورنر (انگلیسی: Craig Horner؛ زادهٔ ۲۴ ژانویهٔ ۱۹۸۳) هنرپیشه اهل استرالیا است. وی از سال ۲۰۰۱ میلادی تاکنون مشغول فعالیت بوده است. 
از فیلم‌هایی که وی در آن نقش داشته است می‌توان به شر نبین اشاره کرد.